# 올림사장조
올림사장조(-長調)는 조성 중 하나로, 올림사 (G♯)를 으뜸음으로 하는 장음계이다. 음계는 G♯, A♯, B♯, C♯, D♯, E♯, F𝄪로 구성되어 있다. 조표에는 총 8개의 올림표가 있으며 이는 1개의 겹올림표와 6개의 단일 올림표를 필요로 한다. 올림사장조의 이명동조로는 내림가장조가 있으며 대체 표기도 가능하다. 다만 일반적으로 표기가 간단한 이명동조인 내림가장조로 대체 사용한다. 이명동조인 내림가장조는 총 4개의 내림표만으로 구성되어 있으므로 일반적으로 보다 선호된다. 따라서 올림사장조는 표기가 보다 간단한 이명동조인 내림가장조에 비해 사용하기가 비실용적이 될 수 있다. 참고로 내림가장조는 이러한 올림사장조를 대체할 경우에도 사용될 수 있다. 한편, 올림사장조는 이명동조를 사용하지 않을 시에도 직접적인 조표 형태로는 매우 드물며 다른 조표 사용 도중 필요한 임시표를 사용하여 쓰이는 것이 대부분이었다.  
올림사장조의 음계는 다음과 같다. 
바로 위의 음계는 올림사장조의 자연 장음계이다. 한편, 화성 장음계와 가락 장음계로 전환 시엔 필요성에 따라 임시표에 변화표가 기보된다. 올림사장조의 화성 장음계와 가락 장음계는 다음과 같다.

## 이 조성의 음악
올림사장조는 조표에 올림표가 총 8개인 조성으로써 겹올림표 1개와 단일 올림표 6개를 필요로 한 반면, 이명동조인 내림가장조는 조표에 총 4개의 내림표만 있기 때문에 보통은 올림사장조보다 선호된다. 다만 올림사장조는 이명동조인 내림가장조를 쓰지 않더라도 여러 작품에서 간헐적인 형태로 등장하기도 한다. 직접적인 조표 형태가 아니면서 다른 조표 사용 도중 필요할때마다 적절한 임시표를 매번 사용하는 것으로라도 말이다. 특히 요한 제바스티안 바흐의 The Well-Tempered Clavier의 올림다장조의 전주곡과 푸가의 10~12마디에서 등장한다. (아래 참조)
그 외에 올림사장조는 매우 극소수로 직접적인 조표 형태로 나타내기도 한다. 존 파울즈(John Foulds)의 《A World Requiem》의 마지막 페이지는 올림사장조로 쓰여져 있으며, F𝄪를 포함한 정확한 조표가 표시되어 있다. 해당 조표는 위의 음계에 쓰여있는 (악보 편집 프로그램) 릴리폰드 예제와 같이 C♯로 시작하여 F𝄪에서 끝난다. 즉, C♯, G♯, D♯, A♯, E♯, B♯, F𝄪로 되어있다. 악보 편집 프로그램인 릴리폰드의 기본 표기법도 이러하다.
한편, 제일 보편적인 음률 외의 음률에서는 G♯과 A♭이 서로 다른 음인 등 이명동음 관계가 완전히 다를 수 있으므로 올림사장조를 그대로 사용해야 할 수도 있다. 예를 들어, 제일 보편적인 음률과는 달리 19 평균율에서는 올림사장조 (올림표 8개)의 이명동조는 겹내림가장조 (내림표 11개)이며 내림가장조 (내림표 4개)가 아니다.

## 음계의 화음 종류
- 으뜸화음 (I) - G♯ 장화음
- 웃으뜸화음 (IIm) - A♯ 단화음
- 가온화음 (IIIm) - B♯ 단화음
- 버금딸림화음 (IV) - C♯ 장화음
- 딸림화음 (V) - D♯ 장화음
- 버금가온화음 (VIm) - E♯ 단화음
- 이끎화음 (VIIdim) - F𝄪 감화음

## 같이 보기
- 내림가장조
- 올림사단조
- 장음계
- 조성 (음악)
- 조표 (음악)
- 조표 (음악) § 겹내림표와 겹올림표